# P. Bhaskaran
P. Bhaskaran (Pulloottupadathu Bhaskaran Nair; Malayalam പി. ഭാസ്കരൻ; * 24. April 1924 in Kodangullur bei Thrissur, Kerala; † 25. Februar 2007 in Thiruvananthapuram, Kerala) war ein indischer Liedtexter, Regisseur und Schauspieler. Als prominente Figur einer regionalsprachlichen Kinoproduktion drehte er seine Filme ausschließlich in Malayalam. In dieser Sprache schrieb er auch mehrere tausend Liedtexte für eine Vielzahl von Spielfilmen.

## Leben und Wirken
Der Sohn eines bekannten Journalisten und Anwalts, der sich für die indische Unabhängigkeit engagierte, wuchs im Gebiet des heutigen südindischen Bundesstaates Kerala auf. Er besuchte das Maharajas College in Ernakulam und veröffentlichte früh Gedichte in einer lokalen Zeitschrift. Für seine Teilnahme an den sogenannten August-Kämpfen gegen die britische Kolonialmacht wurde er 1942 zu einer neunmonatigen Gefängnisstrafe verurteilt. Anschließend arbeitete er als Journalist für verschiedene Zeitungen und Rundfunkstationen, unter anderem in Chennai und Kozhikode. In dieser Zeit begann er auch, Liedtexte für kommunistische Agitatoren zu verfassen. Während der Rebellion in Punnapra-Vayalar (1946) schrieb er ein Lied mit dem Titel Vayalar Garjikkunnu, dessen erste Zeilen Uyarum Njan Nadake... schnell außerordentlich populär wurden. Der Machthaber (Diwan) des damals noch existierenden Fürstenstaats Travancore erwirkte daraufhin die Ausweisung P. Bhaskarans; der Song wurde – wie andere aus seiner Feder – verboten.
Bhaskarans erster Beitrag zu einem Filmsong entstand 1949 für eine tamilische Produktion, er steuerte einige Zeilen in Malayalam zu einem mehrsprachigen Lied bei. Doch schon ein Jahr später, 1950, schrieb er für den Film Chandrika erste komplette Texte. 1954 inszenierte er gemeinsam mit Ramu Kariat den neorealistischen Film Neelakkuyil, der den ersten National Film Award (President's Silver Medal) für einen Malayalam-Film erhielt. Die Songs, die P. Bhaskaran für diesen Film schuf, sind bis heute sehr bekannt.
Bis 1989 führte P. Bhaskaran in über 50 Spielfilmen Regie. Auch im Dokumentargenre war er gelegentlich tätig, z. B. mit einem Porträt über den südindischen Dichter Vallathol. Seine etwa 3000 Songtexte, die durch schlichte Schönheit gekennzeichnet sind und teilweise an die traditionellen Ghaseln erinnern, schrieb er größtenteils zu Kompositionen von K. Raghavan und Mohammad Sabir Baburaj. Mit seinen Liedern ermöglichte er manchen heute renommierten Sängern, z. B. K. J. Yesudas, ihre Karriere.
In einigen Produktionen trat er auch als Schauspieler hervor, unter anderem bereits in Neelakkuyil. Erfolg hatte er vor allem mit dem Film Manoradham (1978), in dem er einen strengen Familienvater mit einer Affinität zur Astrologie spielte.
P. Bhaskaran starb am 25. Februar 2007 an Herzversagen; er hinterließ Frau und vier Kinder.

## Auszeichnungen
Neben Neelakkuyil gewannen auch Bhaskarans Filme Adyakiranangal (1964), Irruttinde Athmavu (1969) und Thurakkatha Vathil (1971) National Film Awards in verschiedenen Kategorien. Sein Gedichtband Ottakkampiyulla Thamburu trug ihm 1982 den Preis der Kerala Sahithya Akademi ein. Für sein Lebenswerk ehrte ihn die Regierung Keralas 1994 mit dem J.C. Daniel Award und es wurde ihm eine Büste in Thiruvananthapuram, der Hauptstadt des indischen Bundesstaates Kerala, gewidmet.

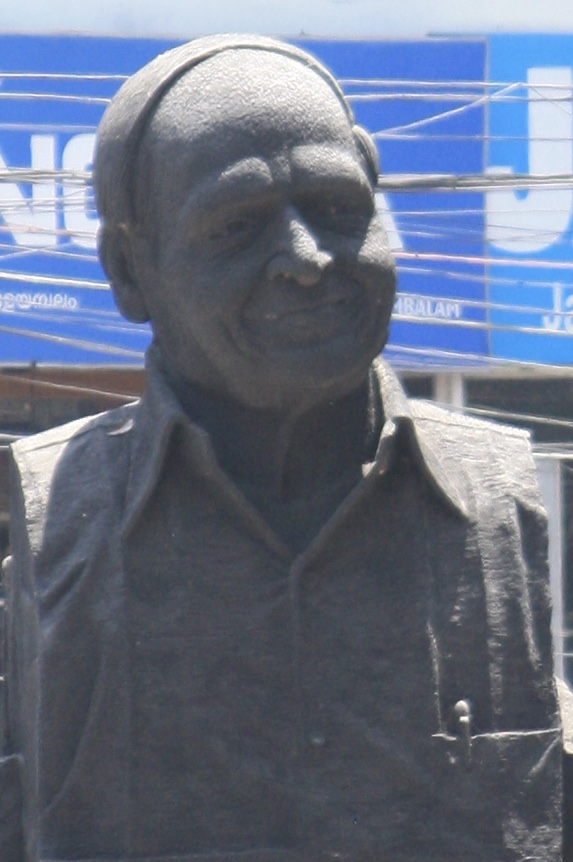
Büste von P. Bhaskaren in Thiruvananthapuram

## Ausgewählte Liedtexte
- Kayalarikathu... (Film: Neelakkuyil)
- kuyinethedi... (Film: Neelakkuyil)
- Ellarum Chollanu... (Film: Neelakkuyil)
- Thamasamenthe Varuvaan... (Film: Bhargavi Nilayam)
- Alliyambal Karayil... (Film: Rosi)
- Anjanakkannezhuthi... (Film: Thacholi Othenan)
- Karayunno Puzha Chirikkunno... (Film: Murappennu)
- Innenikku Pottu Kuthan... (Film: Guruvayoor Kesavan)
- Karimukilkkattile... (Film: Kallichellamma)
- Manjani Poonilavu... (Film: Nagarame Nandi)